# Norm Ferguson
William Norman "Norm" Ferguson (Nova York, 2 de setembro de 1902 - Los Angeles, 4 de novembro de 1957) foi um animador e diretor de cinema estadunidense. Ele atuou como diretor de animação em muitos dos clássicos filmes de Walt Disney desde Branca de Neve e os Sete Anões em 1937 até os anos 1950, incluindo Pinóquio, Fantasia, Bambi, Você já foi à Bahia?, Cinderela, Alice no País das Maravilhas e Peter Pan.

## Filmografia
- 1956: Abertura Disneylândia - episódio: Where Do the Stories Come From? ... (animador - como Norm Ferguson)
- 1954: Social Lion (curta-metragem) (animador)
- 1953: The Simple Things (curta-metragem) (animador)
- 1953: As Aventuras de Peter Pan (Diretor de animação - como Norm Ferguson)
- 1952: O Aniversário de Pluto (curta-metragem) (animador - as Norm Ferguson)
- 1951: Cold Turkey (curta-metragem) (animação)
- 1951: R'coon Dawg (curta-metragem) (animador - como Norm Ferguson)
- 1951: Alice no País das Maravilhas (Diretor de animação - como Norm Ferguson)
- 1951: Plutopia (curta-metragem) (animador - como Norm Ferguson)
- 1950: Cinderela (Diretor de animação - como Norm Ferguson)
- 1943: The Three Caballeros (Diretor)
- 1942: Saludos Amigos (Diretor)
- 1941: Pluto's Playmate (curta-metragem) (animador - sem créditos)
- 1940: Fantasia (supervisor de animação - seguimento "Dance of the Hours", como Norm Ferguson)
- 1940: Bone Trouble (curta-metragem) (animador)
- 1940: Pinóquio (animador de supervisão: "J. Worthington Foulfellow" e "Gideon" - sem créditos)
- 1939: Officer Duck (curta-metragem) (animador - sem créditos)
- 1939: Como Treinar Um Pointer (curta-metragem) (animador - sem créditos)
- 1939: Beach Picnic (curta-metragem) (animador - sem créditos)
- 1939: O Porquinho Prático (curta-metragem) (animador - sem créditos)
- 1939: A Exibição de Cães (curta-metragem) (animador - sem créditos)
- 1938: Caça à Raposa (curta-metragem) (animador - sem créditos)
- 1937: Branca de Neve e os Sete Anões (animador de supervisão)
- 1937: Pluto's Quin-puplets (curta-metragem) (animador - sem créditos)
- 1937: Caçadores de Alces (curta-metragem) (animador - sem créditos)
- 1936: Mother Pluto (curta-metragem) (animador - sem créditos)
- 1936: O Elefante de Mickey (curta-metragem) (animador - sem créditos)
- 1936: Donald and Pluto (curta-metragem) (animador - sem créditos)
- 1936: Os Alpinistas (curta-metragem) (animador - sem créditos)
- 1936: O Dia de Mudança (curta-metragem) (animador - sem créditos)
- 1936: Os Três Lobinhos (curta-metragem) (animador - sem créditos)
- 1936: A Grande Ópera de Mickey (curta-metragem) (animador - sem créditos)
- 1936: O Time de Polo do Mickey (curta-metragem) (animador - sem créditos)
- 1935: No Gelo (curta-metragem) (animador - sem créditos)
- 1935: O Julgamento de Pluto (curta-metragem) (animador)
- 1935: A Flecha do Amor (curta-metragem) (animador: "Judge Oliver Owl" - sem créditos)
- 1935: Toque Dourado (curta-metragem) (animador - sem créditos)
- 1934: Em Benefício dos Órfãos(curta-metragem) (animador - sem créditos)
- 1934: Mickey's Steam Roller (curta-metragem) (animador - sem créditos)
- 1934: Gulliver Mickey(curta-metragem) (animador - sem créditos)
- 1934: Playful Pluto (curta-metragem) (animador - sem créditos)
- 1934: Shanghaied (curta-metragem) (animador - sem créditos)
- 1933: The Pet Store (curta-metragem) (animador - sem créditos)
- 1933: Puppy Love (curta-metragem) (animador - sem créditos)
- 1933: O Velho Rei (curta-metragem) (animador - sem créditos)
- 1933: Os Três Porquinhos (curta-metragem) (animador: Big Bad Wolf - sem créditos)
- 1933: A Arca de Noé (curta-metragem) (animador - sem créditos)
- 1933: Os Tempos Antigos(curta-metragem) (animador - sem créditos)
- 1933: Birds in the Spring (curta-metragem) (animador - sem créditos)
- 1932: Mickey's Good Deed (curta-metragem) (animador - sem créditos)
- 1932: A Oficina do Papai Noel (curta-metragem) (animador - sem créditos)
- 1932: Crianças na Floresta (curta-metragem) (animador - sem créditos)
- 1932: The Klondike Kid (curta-metragem) (animador - sem créditos)
- 1932: Insetos Apaixonados (curta-metragem) (animador - sem créditos)
- 1932: The Whoopee Party (curta-metragem) (animador - sem créditos)
- 1932: Trader Mickey (curta-metragem) (animador - sem créditos)
- 1932: Mickey's Nightmare (curta-metragem) (animador - sem créditos)
- 1932: Flores e Árvores (curta-metragem) (animador - sem créditos)
- 1932: The Mad Dog (curta-metragem) (animador - sem créditos)
- 1932: The Duck Hunt (curta-metragem) (animador - sem créditos)
- 1931: Pai de Órfãos (curta-metragem) (animador - sem créditos)
- 1931: Mickey Cuts Up (curta-metragem) (animador - sem créditos)
- 1931: The Beach Party (curta-metragem) (animador - sem créditos)
- 1931: The Barnyard Broadcast (curta-metragem) (animador - sem créditos)
- 1931: Blue Rhythm (curta-metragem) (animador - sem créditos)
- 1931: The Delivery Boy (curta-metragem) (animador)
- 1931: A Caça ao Alce (curta-metragem) (animador - sem créditos)
- 1931: Mother Goose Melodies (curta-metragem) (animador - sem créditos)
- 1931: The Castaway (curta-metragem) (animador)
- 1931: Traffic Troubles (curta-metragem) (animador - sem créditos)
- 1931: Birds of a Feather (curta-metragem) (animador - sem créditos)
- 1931: The Birthday Party (curta-metragem) (animador - sem créditos)
- 1930: Playful Pan (curta-metragem) (animador - sem créditos)
- 1930: Pioneer Days (curta-metragem) (animador - sem créditos)
- 1930: Inverno(curta-metragem) (animador - sem créditos)
- 1930: O Piquenique(curta-metragem) (animador - sem créditos)
- 1930: The Gorilla Mystery (curta-metragem) (animador - sem créditos)
- 1930: Melodia dos Macacos (curta-metragem) (animador - sem créditos)
- 1930: Os Prisioneiros (curta-metragem) (animador - sem créditos)
- 1930: Noite(curta-metragem) (animador - sem créditos)
- 1930: Meia-Noite na Loja de Brinquedos (curta-metragem) (animador - sem créditos)
- 1930: Travessuras Árticas (curta-metragem) (animador - sem créditos)
- 1930: The Fire Fighters (curta-metragem) (animador - sem créditos)
- 1930: Peixes Travessos (curta-metragem) (animador - sem créditos)
- 1930: Canibais Alcaparras (curta-metragem) (animador - sem créditos)
- 1929: Mickey's Choo-Choo (curta-metragem) (animador - sem créditos)
- 1927: Horses, Horses, Horses (curta-metragem) (animador - sem créditos)
- 1926: School Days (curta-metragem) (animador - sem créditos)